# Привреда Мађарске
Привреда Мађарске је мешовита привреда са високим дохотком, рангирана као девета најсложенија привреда према индексу економске сложености. Мађарска је чланица организације за економску сарадњу и развој са врло високим индексом хуманог развоја и квалификованом радном снагом, са тринаестом најнижом неједнакошћу у приходима на свету. Мађарска привреда је 57. највећа привреда на свету (од 188 земаља које мери међународни монетарни фонд) са годишњом производњом од 265.037 милијарди долара и заузима 40. место у свету по БДП-у по становнику мерено паритетом куповне моћи. Мађарска има извозно оријентисану тржишну привреду са великим нагласком на међународну трговину, тиме је земља 35. највећа извозна привреда на свету. Мађарска је 2015. имала више од 100 милијарди долара извоза, са високим трговинским суфицитом од 9003 милијарде долара, од чега је 79% отишло у Европску унију, а 21% трговина ван ЕУ. Мађарски производни капацитет је више од 80% у приватном сектору, са укупним опорезивањем од 39,1%, што финансира државу благостања. На страни расхода, потрошња домаћинстава је главна компонента бруто домаћег производа и чини 50% његове укупне вредности, затим бруто инвестиције у основни капитал са 22% и јавна потрошња са 20%. Мађарска је 2009. године, због јаких економских потешкоћа, морала да затражи помоћ међународног монетарног фонда за око 9 милијарди евра.
Мађарска је и даље једна од водећих држава у Средњој и источној Европи за привлачење страних директних инвестиција: FDI у земљу 2015. износили су 119,8 милијарди долара, док Мађарска у иностранство улаже више од 50 милијарди долара. Од 2015. кључни трговински партнери Мађарске били су Немачка, Аустрија, Румунија, Словачка, Француска, Италија, Пољска и Чешка. Главне индустрије укључују прераду хране, фармацеутске производе, моторна возила, информациону технологију, хемикалије, металургију, машине, електричну робу и туризам (2014. је примила 12,1 милион међународних туриста). Мађарска је највећи произвођач електронике у Средњој и Источној Европи. Производња и истраживање електронике су међу главним покретачима иновација и економског раста у земљи. У последњих 20 година Мађарска је такође прерасла у главни центар за мобилну технологију, безбедност информација и сродна истраживања хардвера. Стопа запослености у привреди износила је 68,7% у јануару 2017. године, структура запослености показује карактеристике постиндустријских привреда, 63,2% запослене радне снаге ради у услужном сектору, индустрија је допринела 29,7%, док је пољопривреда запошљавала 7,1%. Стопа незапослености износила је 3,8% у септембру— новембру 2017. у односу на 11% током светске финансијске кризе 2007. Мађарска је део јединственог европског тржишта које представља више од 448 милиона потрошача. Неколико домаћих комерцијалних политика утврђено је споразумима између чланица Европске уније и законодавством ЕУ.
Велике мађарске компаније су укључене у BUX, мађарски берзански индекс наведен на будимпештанској берзи. Познате компаније укључују MOL Group, OTP Bank, Gedeon Richter, мађарски телеком, CIG Pannonia, FHB Bank, Zwack Unicum. Мађарска такође има велики број специјализованих малих и средњих предузећа, на пример, између осталог многи добављачи аутомобилске индустрије и технолошка старт-ап предузећа.
Будимпешта је финансијска и пословна престоница Мађарске. Главни град је значајно економско чвориште, у истраживању мреже за глобализацију и истраживање светских градова класификован је као глобални град света и друга је урбана привреда са најбржим развојем у Европи: БДП по глави становника у граду повећан је за 2,4% и запосленост за 4,7% у односу на претходну 2014. годину. На националном нивоу, Будимпешта је главни град Мађарске за пословање, који чини 39% националног дохотка. Град је 2015. имао бруто метрополитански производ већи од 100 милијарди долара, што га је учинило једном од највећих регионалних привреда у Европској унији. Будимпешта је такође међу првих 100 градова са светским бруто домаћим производима, према мерењу PricewaterhouseCoopers. На глобалној ранг листи конкурентности градова од стране обавештајне јединице економиста, Будимпешта се, између осталих, налази изнад Тел Авива, Лисабона, Москве и Јоханезбурга.
Мађарска одржава сопствену валуту, мађарску форинту, иако привреда испуњава мастрихтске критеријуме, са изузетком јавног дуга, али је однос јавног дуга према БДП-у знатно испод просека Европске уније са 66,4% 2019. Мађарска народна банка основана је 1924. године, након распада Аустроугарске. Тренутно се фокусира на стабилност цена са циљем инфлације од 3%.

## Историја

### Арпадско доба
У доба феудализма кључни економски фактор била је земља. Нови економски и социјални поредак створили су приватно власништво над земљом. Постоје три облика постојања: краљевско, црквено и световно приватно имање. Краљевско имање из династије Арпадовићи еволуирало је из племенских земаља.
Порекло световних приватних поседа датира од освајања племенских заједничких поседа, који су све више задужени за друштво и расте над приватним власништвом постајући лидер.
Међутим, од оснивања државе краљевски дар је такође ушао у линију умножавања у секуларну линију приватног власништва. Ова организација је развила феудални посед, који је имао два елемента: древно имање и поседе које је доделио папа Стефан I, а затим и краљевске донације. Над носиоцем неограничено право које је последњи линеарни наследник доделио скоро се вратио краљу. У поретку закона који су се променили 1351. године, којим се укида власништво племства на слободно располагање. Племству је забрањена продаја њихове наслеђене земље.
Панонска низија је била погоднија за пољопривреду од крупне стоке на испаши, и стога се непрестано повећавао у некадашњој тежини. У 11. и 12. веку сусрели су се системи природне пољопривреде и обраде земљишта који су мењали земљу: испаша животиња, и користили су оплођену земљу до исцрпљивања. Најважнији алати за пољопривреду били су плуг и вол.

### Мађарска привреда пре транзиције
Мађарска привреда пре Другог светског рата била је првенствено оријентисана на пољопривреду и малу производњу. Стратешки положај Мађарске у Европи и релативно висок недостатак природних ресурса такође су диктирали традиционално ослањање на спољну трговину. На пример, његов највећи произвођач аутомобила, Magomobil (произвођач Magosix), произвео је укупно неколико хиљада. Почетком 1920-их текстилна индустрија је почела брзо да се шири, а 1928. постала је најважнија индустрија у спољној трговини Мађарске која је те године извозила текстилне производе вредне више од 60 милиона пенги. Компаније попут MÁVAG извозиле су локомотиве у Индију и Јужну Америку, њена локомотива бр. 601 је била највећа и најмоћнија у Европи у то време.
Од касних 1940-их, комунистичка влада започела је национализацију индустрије. У почетку су национализоване само фабрике са више од сто радника; касније је ова граница смањена на само десет. У пољопривреди је влада започела успешан програм колективизације. Од раних педесетих година градило се све више нових фабрика. Ова брза и присилна индустријализација следила је стандардни стаљинистички образац у настојању да подстакне самозадовољнију привреду. Већину привредних активности спроводила су државна предузећа или задруге и државне фарме. Године 1968. стаљинистичку самодовољност заменио је Нови економски механизам, који је Мађарску поново отворио за спољну трговину, дао ограничену слободу деловању тржишта и омогућио ограниченом броју малих предузећа да послују у сектору услуга.
Иако је Мађарска уживала једну од најлибералнијих и најнапреднијих привреда бившег Источног блока, и пољопривреда и индустрија почеле су да пате од недостатка инвестиција током 1970-их, а нето спољни дуг Мађарске знатно је порастао - са 1 милијарде долара 1973. на 15 милијарде долара 1993, углавном због субвенција потрошача и непрофитабилних државних предузећа. Суочени са економском стагнацијом, Мађарска се одлучила за даљу либерализацију доношењем закона о заједничком улагању, успостављањем пореза на доходак и придруживањем Међународном монетарном фонду и Светској банци. До 1988. године Мађарска је развила двостепени банкарски систем и донела је значајно корпоративно законодавство које је отворило пут амбициозним тржишно оријентисаним реформама посткомунистичких година.

### Прелазак на тржишну привреду
После пада комунизма, бивши Источни блок морао је да пређе са једнопартијске, централно планске привреде на тржишну са вишепартијским системом. Распадом Совјетског Савеза, земље Источног блока претрпеле су значајан губитак на оба тржишта робе и субвенционисање од Совјетског Савеза. На пример, Мађарска је изгубила скоро 70% својих извозних тржишта у источној и централној Европи. Губитак спољних тржишта у Мађарској резултирао је 800.000 незапослених људи јер су све непрофитабилне и неоправљиве фабрике затворене. Други облик совјетског субвенционисања који је у великој мери погодио Мађарску након пада комунизма био је губитак програма социјалне заштите. Због недостатка субвенција и потребе за смањењем издатака, многи социјални програми у Мађарској морали су да се смање у покушају да смање потрошњу. Као резултат тога, многи људи у Мађарској су претрпели невероватне потешкоће током транзиције ка тржишној привреди. Након приватизације и смањења пореза у мађарским предузећима, незапосленост је нагло порасла на 12% 1991. (износила је 1,7% 1990), постепено се смањујући до 2001. Економски раст, након пада 1991. на −11,9%, постепено је растао до краја 1990-их по просечној годишњој стопи од 4,2%. Са стабилизацијом нове тржишне привреде, Мађарска је забележила раст страних инвестиција са кумулативним директним страним инвестицијама у укупном износу већем од 60$ милијарде од 1989.
Влада Јожефа Антала 1990—94. започела је тржишне реформе мерама за ослобађање цена и трговине, прерађеним пореским и банкарским системом заснованим на тржишту. Међутим, до 1994. трошкови прекомерне потрошње владе и колебљиве приватизације постали су јасно видљиви. Смањење субвенција за потрошаче довело је до повећања цена хране, лекова, транспортних услуга и енергије. Смањен извоз у бивши совјетски блок и смањење индустријске производње допринели су наглом паду БДП-а. Незапосленост је нагло порасла на око 12% 1993. Терет спољног дуга, један од највећих у Европи, достигао је 250% годишње извозне зараде, док су се дефицит буџета и текућег рачуна приближили 10% БДП-а. Девалвација валуте (у циљу подршке извозу), без ефикасних мера стабилизације, као што је индексација зарада, изазвала је изузетно високу стопу инфлације, која је 1991. достигла 35% и благо се смањивала до 1994, поново повећавајући 1995. У марту 1995, влада премијера Ђуле Хорна спровела је програм штедње, заједно са агресивном приватизацијом државних предузећа и сировим режимом који подстиче извоз, да би смањила задуженост, смањила дефицит текућег рачуна и смањила јавну потрошњу. До краја 1997. консолидовани дефицит јавног сектора смањио се на 4,6% БДП-а при чему је потрошња јавног сектора пала са 62% БДП-а на испод 50%. Дефицит текућег рачуна смањен је на 2% БДП-а, а државни дуг је отплаћен на 94% годишње извозне зараде.
Влада Мађарске више не захтева финансијску помоћ међународног монетарног фонда и отплатила је сав свој дуг фонду. Сходно томе, Мађарска ужива повољне услове задуживања. Издавање мађарског државног дуга у страној валути доноси рејтинг инвестиционе класе од свих главних агенција за кредитни рејтинг, иако је недавно земљу деградирао Moody's, S&P и остаје у негативном изгледу форинте. Године 1995. мађарска валута, форинта, постала је конвертибилна за све трансакције текућих рачуна, а након чланства у организацији за економску сарадњу и развој 1996, за готово све трансакције капиталног рачуна. Од 1995. Мађарска је форинту везала за корпу валута (у којој амерички долар износи 30%), а централна стопа према корпи је девалвирана унапред најављеном стопом, првобитно постављеном на 0,8% месечно, форинта је сада потпуно слободна валута. Владин програм приватизације завршио се по распореду 1998: 80% БДП-а сада производи приватни сектор, а страни власници контролишу 70% финансијских институција, 66% индустрије, 90% телекомуникација и 50% сектора трговине.
Након што је мађарски БДП опао за око 18% од 1990. до 1993. и порастао за само 1%—1,5% до 1996, снажне извозне перформансе потакле су раст БДП-а на 4,4% 1997, док су се и други макроекономски показатељи слично побољшали. Ови успеси омогућили су влади да се концентрише 1996. и 1997. на велике структурне реформе као што су примена потпуно финансираног пензијског система (делимично по узору на чилеански пензијски систем са великим модификацијама), реформа високог образовања и стварање националне ризнице. Преостали економски изазови укључују смањење фискалних дефицита и инфлације, одржавање стабилног спољног биланса и довршавање структурних реформи пореског система, здравствене заштите и финансирања локалне самоуправе. Недавно је главни циљ мађарске економске политике био да припреми земљу за улазак у Европску унију, којој се придружила крајем 2004. године.
Пре промене режима 1989, око 65% трговине Мађарске било је са земљама савета за узајамну економску помоћ. Крајем 1997. Мађарска је већи део своје трговине преусмерила на запад. Трговина са земљама Европске уније и организације за економску сарадњу и развој сада чини преко 70% и 80% укупног промета. Немачка је најважнији мађарски трговински партнер. САД су постале шесто највеће извозно тржиште Мађарске, док је Мађарска рангирана као 72. највеће извозно тржиште САД. Билатерална трговина између две земље повећана је за 46% 1997. на више од 1 милијарде долара. САД су прошириле на Мађарску статус најповлашћеније државе, генерализовани систем преференцијала, осигурање прекоморске приватне инвестиционе корпорације и приступ извозно-увозној банци.
Са око 18 милијарде долара директних страних инвестиција од 1989, Мађарска је привукла више од једне трећине свих FDI у централној и источној Европи, укључујући и бивши Совјетски Савез. Од тога, око 6$ милијарде су дошле од америчких компанија. Страни капитал привлачи квалификована и релативно јефтина радна снага, порески подстицаји, модерна инфраструктура и добар телекомуникациони систем.
До 2006. економски изгледи Мађарске су се погоршали. Раст плата ишао је у корак са осталим земљама у региону; међутим, овај раст је углавном био подстакнут повећаном владином потрошњом. То је резултирало повећањем буџетског дефицита на преко 10% БДП-а, а стопе инфлације предвиђају да прелазе 6%. Нуриел Рубини, економиста Беле куће у Клинтоновој администрацији, изјавио је да је Мађарска несрећа која чека да се догоди.

### Приватизација у Мађарској
У јануару 1990. основана је државна агенција за приватизацију (SPA, Állami Vagyonügynökség) која је управљала првим корацима приватизације. Због мађарског спољног дуга од 21,2 милијарде долара, влада је одлучила да прода државну имовину уместо да је бесплатно дели народу. Популистичке групе напале су SPA јер је управа неколико компанија имала право да пронађе купце и разговара са њима о условима продаје, чиме је „украла” компанију. Други разлог за незадовољство био је тај што је држава понудила велике пореске субвенције и инвестиције у заштиту животне средине, које понекад коштају више од продајне цене компаније. Паралелно са аквизицијом компанија, страни инвеститори покренули су и многа улагања.
Влада мађарског демократског форума десног центра 1990—1994. одлучила је да сруши пољопривредне задруге раздвајањем и давањем машина и земљишта бившим члановима. Влада је такође увела закон о накнади штете који је нудио ваучере људима који су поседовали земљу пре него што је национализована 1948. Ти људи (или њихови потомци) могли су да замене своје бонове за земљу која је претходно била у власништву пољопривредних задруга, а које су биле принуђене да се одрекну дела земље у ове сврхе.
Мале продавнице и малопродаја приватизовани су између 1990. и 1994. године, међутим, гринфилд инвестиција страних малопродајних компанија попут Теско, Cora и Икеа имале су много већи економски утицај. Многа јавна предузећа су приватизована, укључујући националну телекомуникациону компанију Мађарски телеком, национални конгломерат нафте и гаса MOL Group, као и компаније за снабдевање и производњу електричне енергије.
Иако је већина банака продана страним инвеститорима, највећа банка OTP и даље је у мађарском власништву. Продато је 20%—20% акција страним институционалним инвеститорима и дато организацијама социјалног осигурања, 5% су купили запослени, а 8% је понуђено на будимпештанској берзи.

### Мађарска привреда од 1990.
Године 1995. мађарски фискални индекси су се погоршали: стране инвестиције су пале. Због велике потражње за увозном робом, Мађарска је такође имала висок трговински дефицит и буџетски јаз, а није могла да постигне договор ни са Међународним монетарним фондом. Након што није имао министра финансија дуже од месец дана, премијер Ђула Хорн именовао је Лајоша Бокроша за министра финансија 1. марта 1995. Увео је низ мера штедње 12. марта 1995. које су имале следеће кључне тачке: једнократна девалвација форинте од 9%, увођење сталне клизне девалвације, додатна царина од 8% на сву робу изузев за изворе енергије, ограничење раста зарада у јавном сектору, поједностављена и убрзана приватизација. Пакет је такође обухватио смањења социјалне заштите, укључујући укидање бесплатног високог образовања и стоматолошких услуга; смањени породични додаци, накнаде за негу детета и материнства у зависности од прихода и богатства; смањење субвенција за лекове и повећање старосне границе за одлазак у пензију.
Ове реформе нису само повећале поверење инвеститора, већ су их подржали и Међународни монетарни и Светска банка. Бокрош је оборио негативан рекорд популарности: 9% становништва је желело да га види на „важном политичком положају” и само 4% је било уверено да ће реформе „у великој мери побољшати финансије земље”.
Године 1996, Министарство финансија је увело нови пензијски систем уместо система који у потпуности подржава држава: уведени су приватни рачуни пензијске штедње, који се заснивају на 50% социјалног осигурања и 50% се финансирају.
Године 2006. премијер Ференц Ђурчањ поново је изабран на платформи која обећава економску „реформу без штедње”. Међутим, након избора у априлу 2006, социјалистичка коалиција под Ђурчањи представила је пакет мера штедње којима је планирано да смањи буџетски дефицит на 3% БДП-а до 2008.
Због програма штедње, мађарска привреда је успорена 2007. године.

### Финансијска криза 2008—2009.
Пад извоза, смањена домаћа потрошња и акумулација основних средстава тешко су погодили Мађарску током Светске финансијске кризе 2007, због чега је земља ушла у озбиљну рецесију од -6,4%, једну од најгорих економских контракција у својој историји.
Мађарска је 27. октобра 2008. постигла споразум са Међународним монетарним фондом и Европском унијом о пакету спашавања од 25 милијарди америчких долара, са циљем враћања финансијске стабилности и поверења инвеститора.
Због неизвесности кризе, банке су давале мање кредита што је довело до смањења инвестиција. То је заједно са свешћу о ценама и страхом од банкрота довело до пада потрошње што је затим повећало губитак посла и још више смањило потрошњу. Инфлација није значајно порасла, али су се реалне зараде смањиле.
Чињеница да евро и швајцарски франак вреде много више у форинтама него што су били пре тога, утицала је на многе људе. Према Дејли телеграфу, статистика показује да је више од 60 посто мађарских хипотека и зајмова за аутомобиле деноминовано у страним валутама. После избора 2010. Фидес премијера Виктора Орбана, мађарске банке биле су присиљене да омогуће конверзију девизних хипотека на форинти. Нова влада такође је национализовала имовину приватних пензијских фондова у износу од 13 милијарди долара, која би потом могла бити употребљена за подршку положају државног дуга.

### Данашња мађарска привреда
Економија је показала знакове опоравка 2011. смањењем пореских стопа и умереним растом БДП-а од 1,7 процената.
Од новембра 2011. до јануара 2012, све три главне агенције за кредитни рејтинг смањиле су мађарски дуг на неинвестициону шпекулативну оцену. То је делимично због политичких промена које стварају сумње у независност мађарске народне банке.
Председник Европске комисије Жозе Мануел Барозо писао је премијеру Виктору Орбану наводећи да нови прописи централне банке, који омогућавају политичку интервенцију, озбиљно штете интересима Мађарске, одлажући разговоре о пакету финансијске помоћи. Орбан је одговорио да ако се не постигнем споразум, сам ће нешто преузети.
Европска комисија покренула је правни поступак против Мађарске 17. јануара 2012. Поступци се тичу мађарског закона о централној банци, старосне границе за одлазак у пензију за судије и тужиоце, односно независности канцеларије за заштиту података. Дан касније Орбан је у писму најавио спремност да пронађе решења за проблеме покренуте у поступку за повреду права. Учествовао је 18. јануара на пленарној седници Европског парламента која се такође бавила мађарским случајем. Рекао је да је Мађарска обновљена и реорганизована под европским принципима. Такође је изјавио да се проблеми које покреће Европска унија могу решити лако, једноставно и врло брзо. Додао је да ниједна примедба европске комисије није утицала на нови устав Мађарске.
Након благе рецесије 2012, БДП је поново порастао од 2014, а на основу прогнозе комисије за зиму 2015. предвиђа се да ће се убрзати на 3,3%. Динамичнији економски учинци приписивали су се умерено растућој домаћој потражњи и подржавали раст бруто инвестиција у основни капитал. Повећање 3,8% у првој половини 2014. је постигнуто само привременим мерама и факторима, као што су појачана апсорпција фондова Европске уније и шема финансирања централне банке, која је субвенционисала кредите за мала и средња предузећа. Основе раста се нису значајно промениле ни у 2015. када је влада подржала трансфере фондова Европске уније заједно са умерено успешним зајмовима централне банке за економску ревитализацију које су подстакле раст БДП-а.

## Физичка својства

### Природни ресурси
Укупна површина Мађарске износи 93.030 km² заједно са 690 km² површине воде, што укупно чини 1% површине Европе.
Скоро 75% мађарског пејзажа чине равнице. Додатних 20% површине земље чине подножја чија надморска висина износи највише 400 метара, виша брда и водена површина чине преосталих 5%.
Две равнице које заузимају три четвртине мађарског подручја су Алфелд и Мали Алфелд. Најзначајнији природни ресурс Мађарске је обрадиво земљиште. Око 83% укупне територије земље погодно је за узгој, 75% (око 50% површине земље) покривено је обрадивим земљиштем, што је изванредан однос у поређењу са другим земљама Европске уније. Мађарској недостају опсежни домаћи извори енергије и сировине потребни за даљи индустријски развој.
Шуме покривају 19% земље. Налазе се углавном у подножју Северно мађарских планина, као што су Северна Угарска, Прекодунавске планине и Алпокаља. Састав шума је разнолик, углавном храст или буква, али остало укључује јелу, врбу, багрем и платан.
У европском смислу, мађарски подземни резерват воде један је од највећих. Отуда је земља богата потоцима и топлим изворима, као и лековитим изворима и бањама. Од 2003. постоји 1250 извора који пружају воду топлију од 30 °C, 90% мађарске воде за пиће углавном се добија из таквих извора.
Главне реке Мађарске су Дунав и Тиса. Дунав такође протиче кроз делове Немачке, Аустрије, Словачке, Србије и Румуније. Дугачка је унутра Мађарске 418 km. Река Тиса је дугачка 444 km у земљи. Мађарска има три главна језера. Језеро Балатон је највеће, има 78 km дужине од 3 до 14 ширине km, површине 592 km². Језеро Балатон је највеће средњеевропско језеро и просперитетно туристичко место и рекреационо подручје. Њене плитке воде омогућавају летње купање, а током зиме његова залеђена површина пружа садржаје за зимске спортове. Мање водене површине укључују језеро Веленце (26 km²) у округу Фејер и језеру Нежидер (82 km²).

### Инфраструктура

#### Транспорт
Мађарска има 31.058 km путева и аутопутева од 1118 km. Укупна дужина аутопутева удвостручила се у последњих десет година са највише (106) километара изграђених 2006. Будимпешта је аутопутевима директно повезана са аустријском, словачком, словеначком, хрватском, румунском и српском границом.
Због свог положаја и географских карактеристика, неколико транспортних коридора прелази преко Мађарске. Паневропски коридори бр. IV, V и X, и европске руте бр. Е60, Е71, Е73, Е75 и Е77 пролазе кроз Мађарску. Захваљујући свом радијалном путном систему, све ове руте пролазе кроз Будимпешту.
У Мађарској постоји пет међународних, четири домаћа, четири војна и неколико нејавних аеродрома. Највећи је аеродром Ференц Лист Будимпешта који се налази на југоисточној граници. Године 2008. аеродром је имао 3.866.452 долазних и 3.970.951 одлазних путника.
Године 2006. мађарски железнички систем био је дугачак 7685 km, од којих је 2791 km електрифицирано.

#### Комуналне услуге
Струја је доступна у сваком насељу у Мађарској.
Цевоводни транспорт доступан је у 2873 насеља, од чега 91,1%. Како би избегла несташицу гаса услед заустављања украјинских цевовода у јануару 2009, Мађарска учествује у пројектима гасовода Набуко и Јужни ток. Мађарска такође има стратешке резерве гаса: резерва од 1,2 милијарде кубних метара отворена је у октобру 2009.
Године 2008. 94,9% домаћинстава имало је текућу воду. Иако је одговорност општинских влада да људима обезбеде здраву водоснабдевање, мађарска влада и Европска унија нуде субвенције онима који желе да развију водовод или канализацију. Делимично због ових субвенција, 71,3% свих станова је повезано на канализацију, у поређењу са 50,1% 2000.
Продор Интернета је значајно порастао у последњих неколико година: однос домаћинстава која имају интернет везу порастао је са 22,1% (од тога 49% широкопојасног) 2005. на 48,4% (87,3% широкопојасног) 2008.
Министарство привреде и транспорта увело је програм eHungary 2004. са циљем да свакој особи у Мађарској омогући приступ Интернету постављањем рутера eHungary у јавним просторима попут библиотека, школа и културних центара. Програм такође укључује увођење мреже eCounsellor, услуге путем које професионалци пружају помоћ грађанима у ефикасном коришћењу електронских информација, услуга и знања.

## Сектори

### Пољопривреда
Пољопривреда је 2008. чинила 4,3% БДП-а и заједно са прехрамбеном индустријом заузимала је око 7,7% радне снаге. Ове две цифре представљају само примарну пољопривредну производњу: заједно са сродним пословима, пољопривреда чини око 13% БДП-а. Мађарска пољопривреда је практично самодовољна и из традиционалних разлога извозно оријентисана: извоз повезан са пољопривредом чини 20—25% од укупног броја. Отприлике половина укупне површине Мађарске је пољопривредна која се обрађује; овај однос је истакнут међу осталим чланицама ЕУ. То је због повољних услова земље, укључујући континенталну климу и Алфелд које чине око половине мађарског пејзажа. Најважније културе су пшеница, кукуруз, сунцокрет, кромпир, шећерна репа, репица и широк избор воћа (нарочито јабука, бресква, крушка, грожђе, лубеница, шљива итд). Мађарска има неколико винских регија, међу којима производе светски познато бело десертно Токајско вино и црвену Бикову крв. Још једно традиционално светски познато алкохолно пиће је воћна ракија pálinka.
У земљи се углавном гаје говеда, свиње, живина и овце. Стока укључује мађарско сиво говече која је главна туристичка атракција у националном парку Хортобађ. Важна компонента гастрономског наслеђа земље са око 33.000 фармера ангажованих у индустрији. Мађарска је други највећи светски произвођач и највећи извозник фоа гра (који углавном извози у Француску).
Још један симбол мађарске пољопривреде и кухиње је алева паприка (слатка и љута врста). Земља је један од водећих светских произвођача паприке, а центри за производњу су Сегедин и Калоча.
Мађарска је 2018. произвела 7,9 милиона тона кукуруза (15. највећи светски произвођач); 5,2 милиона тона пшенице; 1,8 милиона тона семена сунцокрета (8. највећи светски произвођач); 1,1 милион тона јечма; 1 милион тона уљане репице (14. највећи светски произвођач); 941 хиљаду тона шећерне репе, која се користи за производњу шећера и етанола; 674 хиљаде тона јабуке; 539 хиљада тона грожђа; 330 хиљада тона кромпира; 330 хиљада тона тритикале; поред мање производње осталих пољопривредних производа.

### Здравствена заштита
Мађарска има универзални здравствени систем који се финансира од пореза, а који организује државни национални фонд за здравствену заштиту (мађ. Országos Egészségbiztosítási Pénztár (OEP)). Здравствено осигурање не плаћају директно деца, родитељи са бебом, студенти, пензионери, сиромашни, хендикепирани људи (укључујући физичке и менталне поремећаје), свештеници и други запослени у цркви. Здравље у Мађарској може се описати са брзо растућим очекиваним трајањем живота и врло ниском стопом смртности новорођенчади (4,9 на 1000 живорођених 2012). Мађарска је потрошила 7,4% БДП-а на здравствену заштиту 2009. (било је 7,0% 2000), ниже од просека организације за економску сарадњу и развој. Укупни издаци за здравство износили су 1511 америчких долара по становнику 2009, 1053 америчких долара владиног фонда (69,7%) и 458 америчких долара приватног фонда (30,3%), али су 2018. порасли на 2047 америчких долара по становнику, отприлике пораст од 33%, при чему је држава финансирала 1439 америчких долара (70,3%) од укупног броја у односу на приватно финансирање 608 америчких долара (29,7%). Овај износ је 6,6% укупног БДП-а земље, што је отприлике проценат смањења.

### Индустрија
Главни сектори мађарске индустрије су тешка индустрија (рударство, металургија, производња машина и челика), производња енергије, машинство, хемикалије, прехрамбена индустрија и производња аутомобила. Индустрија се углавном ослања на прерађивачку индустрију, укључујући грађевинарство. Године 2008. чинила је 29,32% БДП-а. Због оскудних извора енергије и сировина, Мађарска је приморана да увози већину ових материјала како би задовољила захтеве индустрије. Након преласка на тржишну привреду, индустрија је подвргнута реструктурирању и изузетној модернизацији. Водећа индустрија су машине, затим хемијска индустрија (производња пластике, фармацеутски производи), док рударство, металургија и текстилна индустрија у последње две деценије губе на значају. Упркос значајном паду у последњој деценији, прехрамбена индустрија и даље даје до 14% укупне индустријске производње и износи 7—8% извоза земље.
Скоро 50% потрошње енергије зависи од увезених извора енергије. Гас и нафта се транспортују цевоводима из Русије који чине 72% енергетске структуре, док нуклеарна енергија произведена у нуклеарној електрани Пакс чини 53,6%.

#### Производња аутомобила
Мађарска је омиљено одредиште страних инвеститора у аутомобилској индустрији што је резултирало присуством Џенерал моторса (Сентготард), Magyar Suzuki (Острогон), Мерцедес-Бенц (Кечкемет) и фабрике Ауди (Ђер) у Централној Европи.
Од укупног мађарског извоза 17% је из извоза Аудија, Опела и Сузукија. Сектор запошљава око 90.000 људи у више од 350 компанија за производњу аутомобилских компонената.
Ауди је изградио највећи мотор производног погона Европе (трећи по величини у свету). Ђер је постао највећи извозник у Мађарској са укупним инвестицијама које достижу преко €3300 милиона до 2007. Аудијева радна снага окупља Ауди ТТ, Audi TT Roadster и Ауди А3 у Мађарској. Фабрика испоручује моторе произвођачима аутомобила Волксваген, Шкода, Сеат, а такође и Ламборгинију.
Daimler AG улаже 800 милиона евра и отвара до 2500 радних места у новом погону за склапање у Кечкемету са капацитетом за производњу 100.000 компактних аутомобила Мерцедес-Бенц годишње.
Опел је произвео 80.000 аутомобила Опел астра и 4000 Опел вектра од марта 1992. до 1998. у Сентготарду. Данас фабрика производи око пола милиона мотора и цилиндара годишње.

### Услуге
Терцијарни сектор је 2007. чинио 64% БДП-а, а његова улога у мађарској привреди непрестано расте услед сталних улагања у транспорт и друге услуге у последњих 15 година. Смештена у „срцу” Централне Европе, мађарска геостратешка локација има значајну улогу у успону услужног сектора, јер централни положај земље чини погодним и корисним за инвестирање.
Укупна вредност увоза била је 68,62 милијарде евра, вредност извоза била је 68,18 милијарди евра 2007. Спољашњи трговински дефицит смањио се за 12,5% у односу на претходну годину, смањујући се са 2,4 милијарде на 308 милиона евра 2007. Исте године 79% мађарског извоза и 70% увоза обављено је унутар Европске уније.

#### Туризам
Туризам запошљава скоро 150 хиљада људи, а укупан приход од туризма био је четири милијарде евра 2008 Једно од главних туристичких одредишта у Мађарској је Балатон, највеће слатководно језеро у Централној Европи, са бројем од 1,2 милиона посетилаца 2008. Најпосећенија регија је Будимпешта, мађарска престоница је привукла 3,61 милион посетилаца 2008.
Мађарска је била 24. најпосећенија земља на свету 2011. Бањска култура је светски позната, са термалним купатилима свих врста и преко 50 бањских хотела смештених у многим градовима, од којих сваки нуди прилику за одмор и широк спектар медицинских и козметичких третмана.

## Валута
Валута Мађарске је форинта од 1. августа 1946. Форинта се састоји од 100 пунила; међутим, будући да нису у оптицају од 1999, користе се само у рачуноводству.
Постоји шест новчића (5, 10, 20, 50, 100, 200) и шест новчаница (500, 1000, 2000, 5000, 10.000 и 20.000). Кованице од 1 и 2 форинте повучене су 2008, али цене су остале исте као што продавнице следе званичну шему заокруживања за коначну цену. Новчаница од 200 форинти повучена је 16. новембра 2009.

## Социоекономске карактеристике

### Људски капитал
Образовање у Мађарској је бесплатно и обавезно од 5. до 16. године. Држава обезбеђује бесплатно предшколско образовање за сву децу, осам година општег образовања и четири године општег или стручног образовања вишег средњег нивоа. Систем високог образовања следи трицикличну структуру и кредитни систем болоњског процеса. Владе имају за циљ да достигну европске стандарде и подстакну међународну мобилност стављајући нагласак на дигиталну писменост и побољшавајући студије страних језика: све средње школе предају стране језике и за стицање дипломе потребан је најмање један језички сертификат. Током протекле деценије, ово је резултирало драстичним порастом броја људи који говоре барем један страни језик.
Најпрестижнији мађарски универзитети су:
- Универзитет Semmelweis са пет школа (медицинска школа, стоматологија, фармација, сестринство и физичко васпитање).
- Универзитет Еотвос Лоранд (који је међу 500 најбољих универзитета на свету)[98]
- Универзитет за технологију и привреду у Будимпешти, сматра се најстаријим институтом за технологију универзитетског ранга и структуре на свету. Основан је 1782.
- Универзитет Корвинус у Будимпешти
- Централноевропски универзитет
- Универзитет у Печују
- Универзитет у Мишколцу
- Универзитет у Сегедину, 2010. је Светска универзитетска ранг листа сврстала на 451. од 500. места универзитета широм света.
- Универзитет у Дебрецину

Финансијске изворе за образовање углавном издаје држава (чине 5,1—5,3% годишњег БДП-а). Како би побољшали квалитет високог образовања, влада подстиче доприносе студената и компанија. Још један важан допринос је Европска унија.
Систем има слабости, а најважније су сегрегација и неједнак приступ квалитетном образовању. Извештај PISA је 2006. закључио да су ученици основних школа постигли боље резултате од просека организације за економску сарадњу и развој. Ученици средњих стручних школа су постигли много лошије резултате. Други проблем је високо образовање: одговор на потребе региона и тржишта рада је недовољан. Владини планови укључују побољшање система каријерног вођења и успостављање националне дигиталне мреже која ће омогућити праћење послова и олакшати интеграцију на тржиште рада.

### Социјално раслојавање
Као и већина посткомунистичких земаља, на мађарску привреду утиче социјална раслојеност у погледу прихода и богатства, старости, пола и расних неједнакости.
Мађарски Џини коефицијент од 0,269 заузима једанаесто место у свету. Графикон на десној страни показује да је Мађарска по једнакости блиска светском лидеру Данској. Највиших 10% становништва остварује 22,2% прихода. Према пословном магазину Napi Gazdaság, власник највећег богатства, 300 милијарди форинти, је Шандор Демјан. Са друге стране, најнижих 10% добија 4% прихода. Узимајући у обзир стандардне показатеље Европске уније (проценат популације која има испод 60% средњег прихода по глави становника), 13% мађарског становништва је погођено сиромаштвом. Према извештају о хуманом развоју, вредност показатеља сиромаштва у земљи износи 2,2% (треће од 135 земаља), а вредност индекса хуманог развоја износи 0,879 (43. од 182).
Стопа плодности у Мађарској је, као и у многим европским земљама, врло ниска: 1,34 деце/жена (205. место у свету). Очекивани животни век при рођењу је 73,3 године, док је код жена 57,6 и 53,5 за мушкарце. Просечни очекивани животни век укупно износи 73,1 године.
Вредност мађарског индекса развоја родно заснованог од 0,879, представља 100% његове вредности индекса хуманог развоја (трећи најбољи на свету). Од 55,5% женске популације (између 15 и 64) учествује у радној снази, а однос девојчица и дечака у основном и средњем образовању је 99%.
Етничка неједнакост, која погађа првенствено Роме у Мађарској, представља озбиљан проблем. Иако је дефиниција ромског идентитета контроверзна, квалитативне студије доказују да се стопа запослености Рома значајно смањила након револуције 1989. услед огромног отпуштања неквалификованих радника током транзиционих година, више од једна трећина Рома била је искључена са тржишта рада. Због тога је овај етнички сукоб суштински повезан са неједнакошћу дохотка у земљи — најмање две трећине од најсиромашнијих 300.000 људи у Мађарској су Роми. Поред тога, етничка дискриминација је изузетно висока, 32% Рома доживљава дискриминацију када тражи посао. Сходно томе, нови Роми који улазе на тржиште ретко могу наћи посао што ствара дефицит мотивације и даље јача сегрегацију и незапосленост.

### Институционални квалитет
Двадесет година након промене режима, политичка корупција остаје озбиљно питање у Мађарској. Према Транспаренси интернашонал из Мађарске, готово једна трећина највиших менаџера тврди да редовно подмићује политичаре. Већина људи (42%) у Мађарској мисли да је сектор који је највише погођен подмићивањем систем политичких партија. Подмићивање је уобичајено у здравственом систему у облику исплате захвалности — 92% свих људи сматра да би требало платити главном хирургу који ради операцију срца или акушеру за рођење детета.
Други проблем је административни терет: по лакоћи пословања Мађарска се налази на 47. месту од 183 земље света. Пет дана потребних за покретање новог посла заузима 29. место, а земља је на 122. месту по лакоћи плаћања пореза.
У складу са теоријом поделе власти, правосудни систем је независан од законодавне и извршне власти. Сходно томе, влада не утиче на судове и тужилаштва. Међутим, правни систем је спор и преоптерећен, што чини поступке и пресуде дуготрајним и неефикасним. Такав правосудни систем тешко да може процесуирати корупцију и заштитити финансијске интересе земље.

## Учешће државе

### Монетарна политика
Мађарска народна банка је организација одговорна за контролу монетарне политике земље која је централна банка у Мађарској. Према мађарском закону о народној банци (који је ступио на снагу 2001), примарни циљ је постизање и одржавање стабилности цена. Овај циљ је у складу са европском и међународном праксом.
Стабилност цена значи постизање и одржавање у основи ниске, али позитивне стопе инфлације. Према међународним запажањима, овај ниво је око 2—2,5%, док европска централна банка циља на стопе инфлације ниже, али близу 2% у средњорочном периоду. Будући да је Мађарска у процесу сустизања, дугорочни циљ је нешто виша цифра, око 2,3—3,2%. Стога је средњорочни циљ инфлације мађарске народне банке 3%.
Што се тиче система девизног курса, систем се користи од 26. фебруара 2008, услед чега мађарска форинта флуктуира у складу са ефектима тржишта у односу на референтну валуту, евро.
Графикон на десној страни приказује курс форинте за британску фунту, евро, швајцарски франак и амерички долар од јуна 2008. до септембра 2009. Указује да је релативно јака форинта ослабила од почетка финансијске кризе и да је њена вредност недавно кренула нагоре.
У поређењу са евром, форинта је била на врхунцу 18. јуна 2008. када је 1000Ft износила 4,36€, а 1€ 229,11Ft. Форинта је најмање вредела 6. марта 2009; данас је 1000Ft износило 3,16€, а 1€ 316Ft.
У поређењу са америчким доларима, најскупљи / најјефтинији датуми су 22. јун 2008. и 6. март 2009. са стопама од 1000HUF/USD 6,94 и 4,01.
Евро је 24. марта 2015. износио 299.1450, а USD 274.1650.

### Фискална политика
У Мађарској државни приходи чине 44%, а расходи 45% БДП-а, што је релативно високо у поређењу са осталим чланицама Европске уније. Историјски разлози као што су социјалистичка економска традиција, као и културне карактеристике које подржавају патерналистичко понашање државе указују зашто људи имају уобичајени рефлекс због којег траже државне субвенције. Неки економисти  оспоравају ову тачку, тврдећи да су расходи достигли критични износ из 2001, током два левичарска владина циклуса.
Паралелно са придруживањем Европске уније, земља је преузела и задатак придруживања еврозони. Критеријуми из Мастрихта који чине услов за придруживање делују као меродавна смерница мађарској фискалној политици. Иако је постигнут изузетан напредак, статистика последњих година и даље указује на значајна одступања између критеријума и фискалних индекса. Ни циљни датум за прилагођавање евра није утврђен.
Дефицит опште државе показао је драстичан пад на -3,4% (2008) са -9,2% (2006). Према прогнози MNB-а, 2011. дефицит је пао испод критеријума од 3,0%.
Други критеријум за који се утврди да недостаје је однос бруто државног дуга према БДП-у који од 2005. премашује дозвољених 60%. Према подацима ESA95, 2008. се тај однос повећао са 65,67% на 72,61%, што је првенствено резултат захтева из пакета финансијске помоћи који је уговорио међународни монетарни фонд.
Платни биланс Мађарске на њеном текућем рачуну негативан је од 1995. године, око 6—8% током 2000-их достигавши негативни врхунац од 8,5% 2008. Ипак, дефицит текућег рачуна ће се очекивано смањити у наредном периоду, јер ће се увоз смањивати у поређењу са извозом као ефекат финансијске кризе.

### Порески систем
У Мађарској је реформа пореза 1988. увела свеобухватан порески систем који се углавном састоји од централних и локалних пореза, укључујући порез на порез на доходак, на добит и на додату вредност. Међу укупним пореским приходима однос локалних пореза износи само 5%, док просек Европске уније износи 30%. До 2010. опорезивање појединца било је прогресивно, утврђујући пореску стопу на основу дохотка појединца: са годишњом зарадом до 1.900.000 форинти порез је износио 18%, порез на доходак изнад ове границе од 1. јула 2009. био је 36%.
На основу новог пореског режима са једном стопом, уведеног у јануару 2011, укупна пореска стопа за све опсеге дохотка износи 16%. Према пријавама пореза на доходак из 2008, 14,6% пореских обвезника наплаћено је за 64,5% укупних пореских оптерећења. Пре новог режима пореза на добит био је утврђен на 16% позитивне опорезиве вредности, уз додатни порез који се назива порез на солидарност од 4%, чија се мера израчунава на основу резултата пре опорезивања предузећа (порез на солидарност користи се од септембра 2006). Стварна вредност која се може наплатити може се разликовати у ова два случаја. Од јануара 2011, према новом режиму пореза на добит, пореска стопа је подељена на два дела корпорације које имају приход пре опорезивања испод 500 милиона HUF (око 2,5 милиона USD) снижено је на 10%, а 16% је остало за све остале компаније до 2013. После овога, јединствена стопа пореза на добит биће 10%, независно од величине нето прихода пре опорезивања. У јануару 2017. порез на добит је обједињен по стопи од 9%, најнижој у Европској унији. Стопа пореза на додату вредност у Мађарској је 27%, највиша у Европи, од 1. јануара 2012.

## Разни подаци
Следећа табела приказује главне економске показатеље у периоду 1980—2018. Инфлација испод 2% је у зеленој боји.
| Године | БДП   | БДП по глави становника | Раст БДП-а | Стопа инфлације (у процентима) | Незапосленост (у процентима) | Државни дуг (у % БДП-а) |
| ------ | ----- | ----------------------- | ---------- | ------------------------------ | ---------------------------- | ----------------------- |
| 1980   | 68.3  | 6,376                   | 0.2%       | 9.3%                           | 0.6%                         | n/a                     |
| 1981   | 76.8  | 7,182                   | 2.3%       | 4.5%                           | 0.2%                         | n/a                     |
| 1982   | 84.0  | 7,850                   | 2.8%       | 7.0%                           | 0.2%                         | n/a                     |
| 1983   | 87.9  | 8,235                   | 0.7%       | 6.4%                           | 0.2%                         | n/a                     |
| 1984   | 93.5  | 8,784                   | 2.7%       | 8.7%                           | 0.1%                         | n/a                     |
| 1985   | 96.2  | 9,075                   | −0.3%      | 7.0%                           | 0.0%                         | n/a                     |
| 1986   | 99.6  | 9,434                   | 1.5%       | 5.3%                           | 0.2%                         | n/a                     |
| 1987   | 106.2 | 10,108                  | 4.0%       | 8.7%                           | 0.3%                         | n/a                     |
| 1988   | 109.9 | 10,502                  | −0.1%      | 15.8%                          | 0.5%                         | n/a                     |
| 1989   | 115.0 | 11,039                  | 0.7%       | 17.0%                          | 0.5%                         | n/a                     |
| 1990   | 115.0 | 11,101                  | −3.5%      | 29.0%                          | 2.1%                         | n/a                     |
| 1991   | 104.9 | 10,114                  | −11.9%     | 34.2%                          | 8.4%                         | n/a                     |
| 1992   | 104.0 | 10,027                  | −3.1%      | 23.0%                          | 9.3%                         | n/a                     |
| 1993   | 105.9 | 10,214                  | −0.6%      | 22.5%                          | 11.3%                        | n/a                     |
| 1994   | 111.3 | 10,755                  | 2.9%       | 18.9%                          | 10.1%                        | n/a                     |
| 1995   | 116.5 | 11,274                  | 2.5%       | 28.3%                          | 10.2%                        | 84.1%                   |
| 1996   | 118.7 | 11,500                  | 0.0%       | 23.5%                          | 9.9%                         | 71.3%                   |
| 1997   | 124.8 | 12,112                  | 3.3%       | 18.3%                          | 8.7%                         | 61.9%                   |
| 1998   | 131.5 | 12,793                  | 4.2%       | 14.2%                          | 7.8%                         | 59.8%                   |
| 1999   | 137.7 | 13,427                  | 3.2%       | 10.0%                          | 7.0%                         | 59.7%                   |
| 2000   | 146.7 | 14,348                  | 4.2%       | 9.8%                           | 6.4%                         | 55.0%                   |
| 2001   | 155.6 | 15,259                  | 3.8%       | 9.2%                           | 5.7%                         | 51.6%                   |
| 2002   | 165.3 | 16,242                  | 4.5%       | 5.3%                           | 5.8%                         | 54.8%                   |
| 2003   | 174.8 | 17,236                  | 3.8%       | 4.7%                           | 5.9%                         | 57.4%                   |
| 2004   | 188.5 | 18,632                  | 5.0%       | 6.8%                           | 6.1%                         | 58.3%                   |
| 2005   | 202.9 | 20,093                  | 4.4%       | 3.6%                           | 7.2%                         | 60.2%                   |
| 2006   | 217.1 | 21,544                  | 3.9%       | 3.9%                           | 7.5%                         | 64.4%                   |
| 2007   | 223.9 | 22,240                  | 0.4%       | 8.0%                           | 7.4%                         | 65.3%                   |
| 2008   | 230.2 | 22,913                  | 0.9%       | 6.1%                           | 7.8%                         | 71.2%                   |
| 2009   | 216.6 | 21,594                  | −6.6%      | 4.2%                           | 10.0%                        | 77.5%                   |
| 2010   | 220.6 | 22,026                  | 0.7%       | 4.9%                           | 11.2%                        | 80.2%                   |
| 2011   | 228.9 | 22,923                  | 1.7%       | 3.9%                           | 11.0%                        | 80.4%                   |
| 2012   | 229.5 | 23,107                  | −1.6%      | 5.7%                           | 11.0%                        | 78.4%                   |
| 2013   | 238.4 | 24,060                  | 2.0%       | 1.7%                           | 10.2%                        | 77.1%                   |
| 2014   | 253.1 | 25,623                  | 4.2%       | −0.2%                          | 7.7%                         | 76.6%                   |
| 2015   | 264.8 | 26,863                  | 3.5%       | −0.1%                          | 6.8%                         | 76.7%                   |
| 2016   | 273.6 | 27,833                  | 2.3%       | 0.4%                           | 5.1%                         | 76.0%                   |
| 2017   | 290.3 | 29,627                  | 4.1%       | 2.4%                           | 4.2%                         | 73.4%                   |
| 2018   | 312.1 | 31,914                  | 4.9%       | 2.8%                           | 3.7%                         | 70.8%                   |

Домаћинства са приступом фиксној и мобилној телефонији:
- број домаћинстава — 4.001.976 (октобар 2011)
- број фиксних телефона — 2.884.000 (октобар 2011)
- фиксни телефони/домаћинства — 72,1% (октобар 2011)
- фиксни телефони/становници — 28,9% (октобар 2011)
- број претплата на мобилни телефон — 11.669.000 (октобар 2011)
- претплате на мобилне телефоне/становници (пенетрација мобилних телефона) — 117,1% (децембар 2011)

Стопа пенетрације широкопојасне мреже:
- број фиксне широкопојасне мреже — 2.111.967 (октобар 2011)
- број мобилне широкопојасне мреже — 1.872.178 (октобар 2011)
- фиксни широкопојасни приступ по домаћинствима — 52,8% (децембар 2011)
- мобилни широкопојасни приступ по домаћинствима — 43,4% (јануар 2012)

Појединци који користе рачунар и интернет:
- рачунар — 65% (2009)
- интернет — 62% (2009)

## Спољни односи

### Европска унија
Мађарска се придружила Европској унији 5. јануара 2004. након успешног референдума. Систем слободне трговине Европске уније помаже Мађарској, за извоз и увоз.
Након приступања Европској унији, мађарски радници могли су одмах да оду на посао у Ирску, Шведску и Уједињено Краљевство. Друге земље су увеле ограничења.

### Спољна трговина
Године 2007. 25% целокупног извоза Мађарске било је високе технологије, што је пети највећи однос у Европској унији након Малте, Кипра, Ирске и Холандије. Просек ЕУ10 је 2007. износио 17,1%, а еврозоне 16%.